# Dantidurga
Dantidurga, également connu sous les noms de Dantivarman et de Dantidurga II est le premier souverain Manyakheta, fondateur de la dynastie impériale Rashtrakuta. Il règne de 735 à 756.
La capitale de son empire est située à Gulbarga.